# Гръбначно-мозъчна течност
Гръбначно-мозъчната течност (ГМТ), известна още като ликвор, церебрално гръбначна течност, ликворна течност (на латински: Liquor cerebrospinalis) обикновено е безцветна физиологична течност, която се произвежда от хороидния плексус на мозъка и циркулира в менинговите канали на централната нервна система (ЦНС). Мозъкът „плува“ в церебрално гръбначната течност, изцяло обгърнат от непропусклива твърда външна ципа – дура матер (на латински: „твърда майка“). По-точно ГМТ заема пространството между мозъчните обвивки арахноид (паежиновидни влакна) и пиа матер (на латински: „нежна майка“). ГМТ изцяло изпълва (при функционално изправни мозък и гръбначен канал) вътрешността на интрацеребралните (вътрешно-мозъчните) вентрикули (от латински: стомахчета), цистерните и гънките, менингите и централния канал на гръбначния стълб. Ликворът е приблизително изотонична течност (с осмотично налягане равно на това на кръвта) и служи като амортисьор – за омекотяване на тласъци върху мозъка и мозъчната кора при движение.

## Производство на ГМТ

### Общи данни
Обемът на церебрално-гръбначната течност на възрастен човек е около 140 мл. като 25 мл. се съдържат във вентрикули. Дневно организмът произвежда 600 – 700 мл или 0,2 – 0,7 мл./минута. За 30% (предимно вода и електролити) от ликворната течност се смята, че проникват посредством дифузия от кръвта в ГМТ през епендимоцити или през арахноида, макар там също да е налице кръвно-мозъчната бариера, докато за производството на останалите 70% от ГМТ се грижат специални модифицирани клетки на ЦНС намиращи се в епителия на хороидния плексус (сплит).

### Йонен транспорт
Хороидният плексус е конгломерат от видоизменени капилярни легла с фенестрирани епителни клетки, покрити от модифицирани епендимоцити с грудко-образни вили (влакна). Генерирането на ликвора става посредством процес на транспортиране на хлоридни, натриеви, калиеви, бикарбонатни йони и вода от кръвта във вентрикулите на мозъка. Еднопосочният транспорт на йони се дължи на полярността на вентрикуларния епителий; йоно-транспортни протеини в базолатералната мембрана (обърната към кръвта) са различни от тези във връхната (апексовата) луминална мембрана обърната към вътрешността на вентрикулите. Движението на йоните през мембраните създава и осмотичен градиент, който води до секретиране на вода. Използвани са няколко метода за проучване детайлите и генетичния израз на йоно-транспортните протеини и канали в хороидния епителий; измежду тях:
- изотопен метод;
- електрофизиологичен;
- ин ситу (от латински: in situ – „на място“) хибридизация;
- полимеразна верижна реакция в реално време (на английски: Real Time Polymerase Chain Reaction (RT-PCR));
- имунноцитохимични анализи.

Повечето от тези йоно-транспортни протеини са „картографирани“ върху техните съответни мембрани. Например, натриевите, калиевите и аденинтрифосфатазните (АТФ-азните) канали и ко-транспортерите за натриевия, калиевия и два хлоридни йони са изразени върху връхната (апексовата) мембрана, докато базолатералната мембрана е място за изразяване на обменници на хлоридния йон, на бикарбонатния йон, на редица съчетани натриево-бикарбонатни обменници и калиево-хлоридни котранспортери. Аквапорин-1 осъществява транспорта на вода във връхната мембрана, но маршрутът на водата през базолатералната мембрана е все още не напълно известен. Методът на имунноцитохимични анализи с ензима имунопероксидаза, разкрива присъствие на аквапорин-1 и върху базолатералната мембрана и върху ендотелия на кръвоносните съдове.

## Циркулация
След секретирането на ликвора в хороидния плексус той преминава през форамена на Монро в третата вентрикула, а оттам през церебралния акведукт (акведукт на Силвиус) в четвъртата вентрикула, откъдето излиза посредством два странични отвора (форамени на Лушка) и едно средно отверстие – форамен на Магенди. Следва минаване през церебрално-медуларната цистерна – надолу към гръбначния мозък, а нагоре към мозъчните полукълба.

### Реабсорбиране на ГМТ
Тъй като мозъкът и гръбначния стълб могат да вместят само около 130 – 150 мл от дневното производство, това означава, че постоянно количества се произвеждат и реабсорбират от организма. Тази циркулация позволява да се разрежда концентрацията на мастнонеразтворимите молекули, проникващи в мозъка и ЦНС. През лимфната система ликворът се оттича в сърдечно-съдовата система. Традиционно се е смятало, че ГМТ се влива обратно в съдовата система посредством синусите на твърдата мембрана (дура матер) през арахноидните гранулации. Обаче има съществени доказателства, че голяма част от ликвора се транспортира покрай мозъчно-черепните и гръбначните нерви и се оттича в съдове на лимфната система извън ЦНС. Такова оттичане може да играе основна роля в циркулацията на ликвора при новородените, тъй като техните арахноидни гранулации са слабо разпространени. Инжекции на лабораторни животни с препарата Микрофил показват комуникация на ликвора с предушните и субмандибуларните лимфни възли, които анастомират (се свързват) с дълбоките ретрофарингиални вени.

## Състав на ликворната течност
Ликворът без патологични изменения съдържа вода и йони, около 0,3% плазмени протеини, като концентрацията им варира в зависимост от мястото на пункцията (за вземане на проба) и патологичната картина на пациента. Съдържа също 50 – 80 мг/дл глюкоза (50 – 67% от нивото на кръвната захар), 0 – 5 мононуклеоцити, имуноглобулини, глутамин и други. Винаги е абнормално откритието на левкоцити.

## Проби на ГМТ
Проби на ликвора се осъществяват посредством вкарване на катетър посредством остър и дълъг стилет в потенциални резервоари на ликвор и източване на малко количество при спазване на строг асепсис. Два са основните метода на вземане на проба. По-малко агресивният и по-разпространен метод е този на лумбалната пункция. Другият метод, вентрикулостомия, обикновено е свързан с необходимостта от прецизно и по-продължително наблюдение на интракраниалното налягане и/или декомпресия.

### Лумбална пункция
Неврохирург, невролог, анестезиолог или друг подготвен медицински специалист извършва лумбалната пунция. Обикновено стилетът се вкарва между третия и четвъртия лумбален прешлен на гръбнака (L3-L4) или между четвъртия и петия лумбален прешлен (L4-L5). След отварянето на дурата, което се усеща поради характерното хруптене при преминаване на стилета през нея, внимателно се вкарва катетър или временна куха игла за вземане на проба. Иглата за лумбална пункция е сравнително дълга – около 10 см и доста дебела. Задължително е да се анестезира локално мястото на пункцията и да се изчака за настъпване на ефекта на анестетичния агент. Възможно е да се направи пункция и без упойка, но е силно болезнена процедура. През иглата, вкарана на подходяща дълбочина, се нанизва катетърът (ако се налага по-продължително престояване на катетър), след което иглата се изкарва внимателно и мястото на вкарване на стилета се подсигурява (стяга) с хирургически шевове, за да не се позволи на ГМТ да изтича през временно създадения канал (фистула) и за да не се измъкне катетърът, който е деликатен и лесно прекъсваем. Пациенти с лумбални катетри се поставят на широко-спектърен венозен антибиотик, за да се предотврати бактериална инвазия през създадената фистула; те трябва да бъдат наблюдавани изключително грижливо, за да се предотврати церебрално-гръбначен теч – потенциално усложнение или дренаж на прекалено голямо количество ГМТ, което може (в най-крайни случаи) да доведе до мозъчна херния и смърт. В случай, че се види мокро петно създадено от ГМТ, то има характерни по-тъмни, кафеникави външни очертания. Ако има видимо създадена капка, която може да се хване, най-лесен и бърз тест дали това е ГМТ е да се провери нивото на кръвна захар на пациента и също и нивото на глюкозата в събраната капка. ГМТ по дефиниция съдържа глюкоза с концентрация между 50 – 67% от концентрацията на кръвната захар на пациента. Пот или други физиологични течности не съдържат глюкоза в такава висока концентрация (с изключение на урината на болните от диабет). По-сигурен и специфичен тест за установяване на течността като ГМТ е изследване на 0,5 – 1 мл от течността, събрана върху стерилна марля, за бета-2 трансферин или beta-trace протеин.

#### Предписание за извършване на пункция
Предварителна диагноза от:
- инфекциозни заболявания като: синдром на Гийан-Баре, менингит и енцефалит;
- кръвоизлив – субарахноиден, аневризмен и пр.;
- имунно заболяване – множествена склероза, миастения гравис;
- неоплазми – карциномен менингит, псевдотумор церебри и други. [14]

#### Противопоказания
Контраиндикация за пункция са следните състояния:
- неравни интракраниални налягания между пространствата на супра- и инфратенториума, което може да се види на компютърна томография (скенер);
- инфектирана кожа на мястото за пункция;

Относителни противопоказания:
- повишено интракраниално налягане;
- коагулопатия;
- мозъчен абсцес.

Индикация за скенер преди лумбална пункция:
- пациенти над 60-годишна възраст;
- имунокомпрометирани лица;
- пациенти с тумори на ЦНС;
- пациенти с епилептични (или подобни) припадъци през последната седмица;
- пациенти в несъзнание или с променено ниво на съзнание;
- пациенти с фокални неврологични отклонения;
- пациенти с папиледема със съмнение за повишено интракраниално налягане.[15]

### Вентрикулостомия
В процес на написване...

## Патологични промени
Ликворът е силно защитена стерилна течност от чийто състав зависят нормалните мозъчни функции. При различни заболявания на ЦНС и инвазии на патогени, ликворната течност променя състава си и това отразява дейността на микроорганизми, неоплазми или структурни системни промени.
- Налягане на отварянето: това е налягането, което ГМТ упражнява върху някакъв вид манометър, било той стълб вода или живак, или електронно устройство; нормалното налягане при легнала поза е 100 – 180 мм воден стълб или 8 – 15 мм живак.[16]
- Цвят и консистенция: инспекцията на ликвора е първият диагностичен инструмент. Ликворът трябва да е бистър, безцветен (ако има цвят вследствие на лекарствени препарати, това може да е нормално откритие) и с нисък вискозитет.
- Микробиология:
  - еритроцити – при хеморагии; при травматична пункция нивата на еритроцитите рязко намаляват след около 24 часа; ксантохромия и високи еритроцити след едно денонощие свидетелствуват за продължаващ кръвоизлив. Обикновено ксантохромията се изчиства (или силно утихва) след 3 до 7 седем дни след преустановяване на кръвоизлива;
  - левкоцити – инфекции и възпалителни процеси; неутрофили – при бактериални инфекции и лимфоцити – при вирусни инфекции и туберкулоза.

- Идентифициране на микроорганизми грам-положителни или Грам-отрицателни, антибиотична чувствителност и други серологични проучвания.
- Биохимия:
  - нива на глюкозата ⇒ понижени нива, по-ниски от 50% тези на едновременна кръвна захар свидетелствуват за активни левкоцити и оттам за инфекция (особено туберкулоза) или злокачествени тумори, саркоидоза и менингови метастази;[17]
  - протеини: повишени нива са характерни за бактериални инфекции; силно завишени нива за синдром на Гийан-Баре, туберкулоза или тумори на ЦНС.
- Хистопатология: извършва се за идентифициране на подозрителни клетки за злокачественост.
- Имунология: олигоклонни ивици на имуноглобулините IgG може да се установят при някои болести като множествена склероза и други хронични заболявания на ЦНС; задължително е сравнението с кръвната проба; при чисто ЦНС отклонения няма да има олигоклонни ивици в кръвта, докато при системните заболявания, ивиците ще са и в двете проби.[18]